# Большое ограбление поезда (фильм, 1903)
«Большо́е ограбле́ние по́езда» (англ. The Great Train Robbery) — американский художественный немой фильм Эдвина Портера, снятый на студии Томаса Эдисона в 1903 году. Один из самых первых холд-ап вестернов, положивший начало целому жанру в американском кино. Фильм идёт всего 12 минут — но эти минуты произвели фурор в кинематографии. Эдвин С. Портер сумел раздвинуть рамки тогдашних художественных и технических приёмов. По сути, его работа — это уже серьёзное киноповествование, опирающееся на все достижения того периода.

## История создания

Фиби Сноу

Марка с изображением концовки из фильма

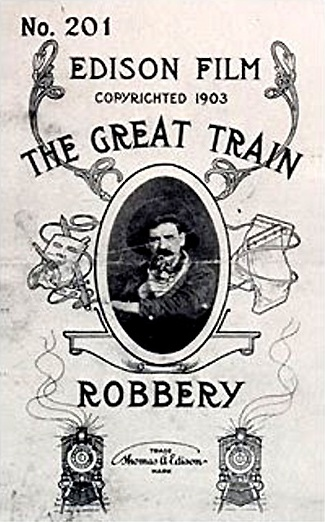

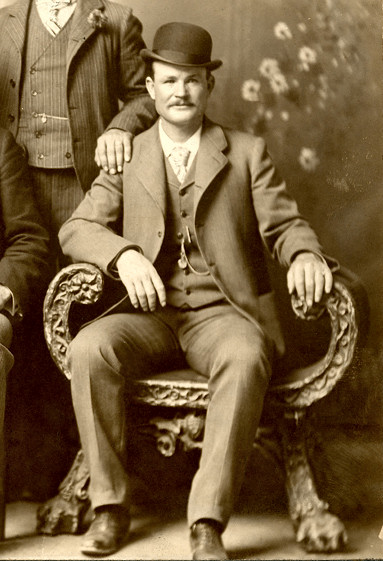
Бутч Кэссиди на групповом снимке с «Дикой бандой», Форт-Уорт, Техас, 1901

В основу фильма положена повесть Скотта Марбла, написанная в 1896 году. Однако сценарий опирается и на реальные события, более поздние, чем книга Марбла. 29 августа 1900 года четверо преступников из банды «Дырка в стене», возглавляемой легендарным героем многих последующих вестернов Бутчем Кэссиди (он же Роберт ЛеРой Паркер), атаковала поезд № 3 «Юнион Пасифик», проходящий Тэйбл-Рок в Вайоминге. Бандиты заставили кондуктора отцепить пассажирские вагоны, затем взорвали сейф в почтовом вагоне и скрылись, унеся 5000 долларов наличными.
Портер, по натуре новатор (как, впрочем, и его босс Эдисон), вдохновлённый знаменитым мельесовским «Путешествием на Луну», загорелся желанием сделать подобную картину с использованием необычных для того времени технических приёмов. И это ему удалось в полной мере. В фильме используются такие новинки, как cross cutting (смена эпизодов, создающая впечатление одновременности экранного действия), двойная экспозиция, дающая возможность в сцене № 1 показать в окне прибывающий поезд (сначала окно было закрыто чёрным занавесом и снималась комната, а затем снятый отдельно поезд перешёл на окно). Наконец, натурные съёмки вместо сугубо студийных создавали полное ощущение реальности происходящего.
Картина состоит из 14 сцен, которые в ноябре 1903 года снимались в Нью-Джерси, где находилась Новая студия Томаса А. Эдисона. В частности, железнодорожные эпизоды — на железной дороге Лэкаванна, недалеко от Патерсона, Нью-Джерси (в некоторых источниках ошибочно указан Делавэр или Пенсильвания, где расположен офис железной дороги Лэкаванна) — там, где несколькими месяцами ранее Портер снял для Лэкаванны небольшой рекламный фильм — «Дорога антрацита». Компания первой перешла на антрацит, добываемый рядом, в Пенсильвании. Рекламный отдел Лэкаванны создал некоего персонажа — молодую нью-йоркскую светскую даму Фиби Сноу. Фиби — частая пассажирка Лэкаванны. Она всегда едет в Буффало, Нью-Йорк, и всегда в белом. Именем Фиби Сноу были названы и некоторые поезда Лэкаванны. В ленте Портера роль Фиби сыграла известная фотомодель Мэри Мюррей, появившаяся и в «Ограблении» как одна из танцующих девушек в сцене № 11.
Все остальные сцены «Большого ограбления поезда» отсняты в Парке графства Эссекс около Уэст-Орандж, Нью-Джерси. В фильме впервые заблистал режиссёр и актёр вестернов начала XX века Макс Аронсон, больше известный как Гилберт М. Андерсон или «Брончо Билли». В фильме он выступил не только как ассистент режиссёра (тогда это был практически сорежиссёр), но и как исполнитель нескольких ролей (бандита, нервного пассажира, танцующего хлыща и кочегара), которые принесли ему огромную популярность и сделали одной из самых ярких кинозвёзд 10-х годов XX века. Андерсон закончил карьеру режиссёра в 1923 году, но снимался до начала 1960-х годов. Он скончался в 1971 году.
Бюджет ленты Эдвина С. Портера составил всего 250 долларов (средний по тем временам). Премьера фильма состоялась 1 декабря 1903 года. Тогдашние зрители не привыкли ещё к кинематографу и многое, если не всё, воспринималось как настоящая реальность. Использование самых современных спецэффектов и особенно финальная сцена повергли зрителей в шоковое состояние.

## Сцены фильма

Сцена № 1
В помещении
телеграфа

На небольшой станции два бандита в масках входят в помещение телеграфа. Под дулом револьвера они заставляют телеграфиста опустить семафор для остановки приближающегося поезда, а затем отдать машинисту распоряжение пополнить запас воды. После выполнения телеграфистом этих приказов его оглушают и связывают.

Сцена № 2
Водонапорная башня

Все четверо грабителей прячутся за башней, ожидая, пока кочегар закончит заливать воду. Затем, когда поезд трогается, они вскакивают на него между угольным тендером и почтовым вагоном.

Сцена № 3
В почтовом вагоне

Почтовый служащий занят своим делом. Неожиданно он слышит подозрительный шум. В замочную скважину он видит, что бандиты пытаются взломать дверь вагона. Он быстро запирает ящик с ценностями и выбрасывает ключ из вагона. Преступники врываются внутрь и сразу нарываются на огонь из револьвера, открытый служащим. Однако в перестрелке он погибает. Не найдя у него ключа, бандиты взрывают ящик, хватают то, что в нём лежит, и убегают, прихватив также три больших почтовых мешка.

Сцена № 4
На угольном тендере

Двое других грабителей в это время захватывают паровоз. Один направляет револьвер на машиниста. Другой вступает в неожиданную схватку с вооружённым лопатой кочегаром (Гилберт М. Андерсон). Борьба заканчивается победой бандита, который, после нескольких ударов по голове, сбрасывает безжизненное тело с поезда. Разумеется, сразу видно, что сброшена тряпичная кукла (съёмки проходили на настоящем тендере при скорости 40 миль в час, а каскадёров тогда не было). Тем не менее эффект был потрясающий. Подобная сцена впервые появилась на экране.
Сцена № 5 «Возле остановленного паровоза»

Сцена № 5

Преступники вынуждают машиниста отцепить паровоз и протянуть его вперёд на 100 футов. Машинист выполняет требование.
Сцена № 6 «Ограбление пассажиров»

Сцена № 6

По требованию грабителей пассажиры выходят из вагонов и выстраиваются с поднятыми руками вдоль поезда. В это время бандиты собирают деньги и драгоценности. Неожиданно у молодого пассажира (снова Андерсон) не выдерживают нервы. Он пытается бежать, но один из грабителей стреляет ему в спину. Молодой человек падает и лежит без движения. После того, как все ценности отобраны, бандиты бегут к паровозу, предварительно сделав несколько выстрелов в воздух для устрашения пассажиров. Последние сразу же бросаются к раненому, чтобы оказать ему помощь.
Сцена № 7 «Грабители покидают место преступления»

Сцена № 7

Грабители садятся на паровоз и приказывают машинисту немедленно отъезжать.
Сцена № 8 «Остановка паровоза»

Сцена № 8

Грабители останавливают паровоз, спрыгивают с него и удаляются.
Сцена № 9 «К лошадям»

Сцена № 9

Преступники пересекают долину и вбегают в лес, где их ждут привязанные лошади.
Сцена № 10 «В помещении телеграфа»

Сцена № 10

Между тем телеграфист всё ещё лежит связанный и без сознания. В комнату входит его дочь, которая принесла обед отцу. С огромным трудом ей удаётся развязать верёвки и привести телеграфиста в чувство, побрызгав на него водой. Последний устремляется за помощью.
Сцена № 11 «Танцы»

Сцена № 11

Типичная картина отдыха обитателей небольшого городка на Диком Западе. Четыре пары танцуют. Остальные наблюдают за ними, прислонившись к стене. Неожиданно появляется новичок, молодой человек франтоватого вида (все тот же Гилберт М. Андерсон), который начинает свой сольный танец в центре круга. Это весьма не нравится завсегдатаям в ковбойских шляпах. Они начинают стрелять ему под ноги, заставляя танцевать быстрее (приём, который потом использовался многократно). Новичок испуганно убегает. Танцы возобновляются.
Здесь зрители немного расслабляются. И тогда режиссёр применяет приём эллипс — неожиданный переход от второстепенного к главному. Во внезапно распахнувшуюся дверь вбегает телеграфист. Он сообщает о налёте на поезд. Мужчины забирают оружие и выходят, чтобы начать преследование.
Сцены № 12 и № 13 «Преследование грабителей»

Сцена № 12

Сцена № 13

В ходе преследования и перестрелки убит один из грабителей. Остальные, в полной уверенности, что они оторвались, останавливаются, чтобы исследовать взятую добычу. Увлёкшись, они не замечают приближения posse (так на Диком Западе называли отряд добровольцев для преследования преступников — так же называется и известный фильм Кирка Дугласа), который тихо окружает увлёкшуюся троицу, после чего атакует её. В ходе перестрелки бандиты погибают. Отряд собирает их оружие и мешки с награбленным.
Сцена № 14 «Стрельба в экран»

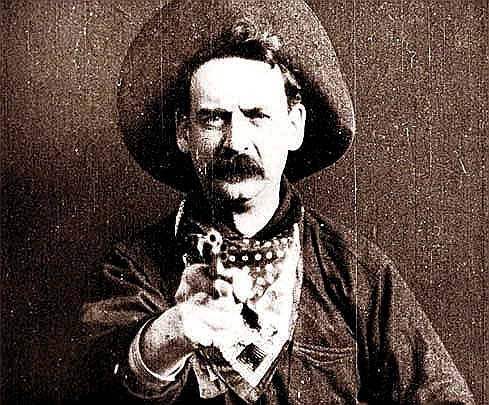
Сцена № 14

Самая знаменитая сцена из картины Портера, ставшая её своеобразной визитной карточкой. Главарь банды в исполнении Джастеса Д. Барнса (некоторые источники ошибочно указывают другого, более известного актёра немого кино Джорджа Барнса) несколько раз стреляет в камеру — то есть буквально в зрителей. Реакция последних на всех просмотрах была «ужасающей». Дамы падали в обморок, мужчины бежали из зала. Однако прокатчики пришли в неописуемый восторг, так как, несмотря на потрясение, многие зрители потом ходили ещё и ещё, только чтобы увидеть этот кадр. Авторы договорились с прокатом, что показ сцены № 14 может быть также и в начале картины, то есть выполнять функцию как пролога, так и эпилога, на усмотрение владельцев кинотеатров. Барнс с револьвером запечатлён на многих постерах, а также на известной почтовой марке. Впоследствии эту сцену повторил Мартин Скорсезе в своей ленте «Славные парни» (герой Джо Пеши стреляет «в зал»).

## В ролях
- Джастес Д. Барнс — Главарь банды
- Гилберт М. Андерсон — Бандит / Нервный пассажир / Танцор / Кочегар
- Джон М. Догерти-старший — Бандит
- Фрэнк Хэнауэй — Бандит
- Мэри Мюррей — Девушка в дансинг-холле
- Мэри Сноу — Дочь телеграфиста
- Дональд Галлахер — Мальчик